# 玛丽亚·克里斯蒂娜王后大道

从 Josep Puig i Cadafalch 广场看到的 Avinguda de la Reina Maria Cristina。

玛丽亚·克里斯蒂娜王后大道（Avinguda de la Reina Maria Cristina）是西班牙巴塞罗那的一条大道，位于蒙特惠奇区，连接山下的西班牙广场和蒙特惠奇山上的加泰罗尼亚国家艺术博物馆。这条大道得名于西班牙的摄政王后玛丽亚·克里斯蒂娜（Maria Christina）。
巴塞罗那博览会（Fira de Barcelona）的一部分设在这条大道，每年举办许多贸易，技术与时尚的展览和节。这里也是巴塞罗那马拉松赛的起点。

## 交通
- 巴塞罗那地铁 – 西班牙站（1号线、3号线、8号线）